# 什爾米夫卡
49°33′50″N 29°5′35″E / 49.56389°N 29.09306°E
什爾米夫卡（烏克蘭語：Ширмівка），是烏克蘭的村落，位於該國西南部文尼察州，由文尼察區負責管轄，始建於1739年，面積0.34平方公里，海拔高度240米，2001年人口614，人口密度每平方公里1,827.38人。